# آرتنیا
آرتنیا (به ایتالیایی: Artegna) یک کومونه در ایتالیا است که در استان اودینه واقع شده‌است.

## خصوصیات
آرتنیا ۱۱٫۲ کیلومترمربع مساحت و ۲٬۹۵۱ نفر جمعیت دارد و ۲۱۰ متر بالاتر از سطح دریا واقع شده‌است.

## نگارخانه

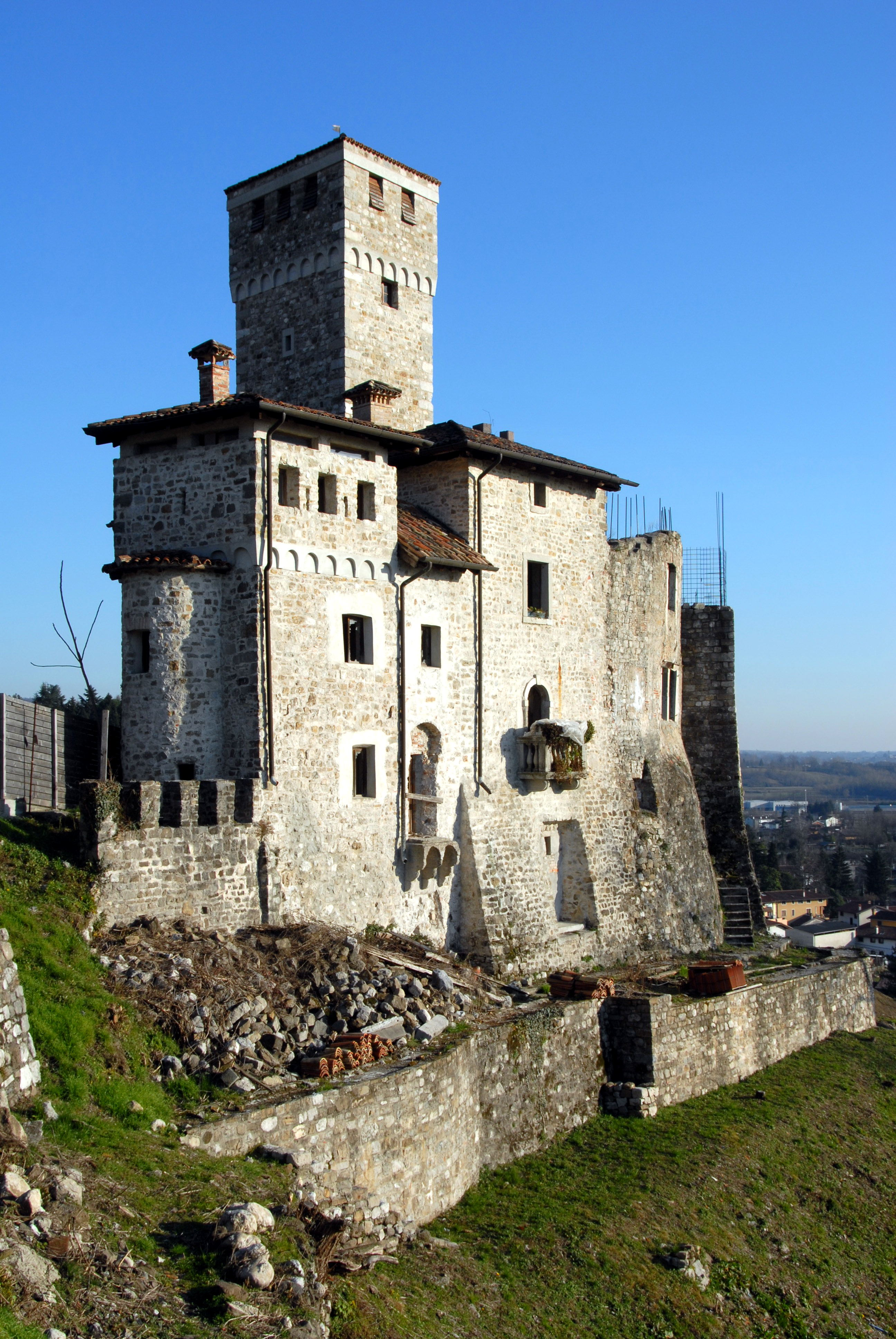